# Lijst van olympische medaillewinnaars schermen
Schermen is een van de sporten die op de Olympische Spelen worden beoefend. Deze pagina geeft de lijst van olympische medaillewinnaars in deze sport.

## Mannen

### Degen, individueel
| Editie | Goud | Goud                       | Zilver | Zilver                 | Brons | Brons                      |
| ------ | ---- | -------------------------- | ------ | ---------------------- | ----- | -------------------------- |
| 1900   | CUB  | Ramón Fonst                | FRA    | Louis Perrée           | FRA   | Léon Sée                   |
| 1904   | CUB  | Ramón Fonst                | CUB    | Charles Tatham         | CUB   | Albertson Van Zo Post      |
| 1908   | FRA  | Gaston Alibert             | FRA    | Alexandre Lippmann     | GBR   | Eugène Olivier             |
| 1912   | BEL  | Paul Anspach               | DEN    | Ivan Osiier            | BEL   | Philippe le Hardy          |
| 1920   | FRA  | Armand Massard             | FRA    | Alexandre Lippmann     | FRA   | Gustave Buchard            |
| 1924   | BEL  | Charles Delporte           | FRA    | Roger Ducret           | SWE   | Nils Hellsten              |
| 1928   | FRA  | Lucien Gaudin              | FRA    | Georges Buchard        | USA   | George Calnan              |
| 1932   | ITA  | Giancarlo Cornaggia-Medici | FRA    | Georges Buchard        | ITA   | Carlo Agostoni             |
| 1936   | ITA  | Franco Riccardi            | ITA    | Saverio Ragno          | ITA   | Giancarlo Cornaggia-Medici |
| 1948   | ITA  | Gino Cantone               | SUI    | Oswald Zappelli        | ITA   | Edoardo Mangiarotti        |
| 1952   | ITA  | Edoardo Mangiarotti        | ITA    | Dario Mangiarotti      | SUI   | Oswald Zappelli            |
| 1956   | ITA  | Carlo Pavesi               | ITA    | Giuseppe Delfino       | ITA   | Edoardo Mangiarotti        |
| 1960   | ITA  | Giuseppe Delfino           | GBR    | Allan Jay              | URS   | Bruno Khabarov             |
| 1964   | URS  | Grigori Kriss              | GBR    | Henry Hoskyns          | URS   | Goeram Kostava             |
| 1968   | HUN  | Győző Kulcsár              | URS    | Grigori Kriss          | ITA   | Gianluigi Saccaro          |
| 1972   | HUN  | Csaba Fenyvesi             | FRA    | Jacques La Degaillerie | HUN   | Győző Kulcsár              |
| 1976   | FRG  | Alexander Pusch            | FRG    | Jürgen Hehn            | HUN   | Győző Kulcsár              |
| 1980   | SWE  | Johan Harmenberg           | HUN    | Ernõ Kolczonay         | FRA   | Philippe Riboud            |
| 1984   | FRA  | Philippe Boisse            | SWE    | Björne Väggö           | FRA   | Philippe Riboud            |
| 1988   | FRG  | Arnd Schmitt               | FRA    | Philippe Riboud        | URS   | Andrei Sjoevalov           |
| 1992   | FRA  | Éric Srecki                | EUN    | Pavel Kolobkov         | FRA   | Jean-Michel Henry          |
| 1996   | RUS  | Aleksandr Beketov          | CUB    | Ivan Trevejo Pérez     | HUN   | Géza Imre                  |
| 2000   | RUS  | Pavel Kolobkov             | FRA    | Hugues Obry            | KOR   | Lee Sang-ki                |
| 2004   | SUI  | Marcel Fischer             | CHN    | Wang Lei               | RUS   | Pavel Kolobkov             |
| 2008   | ITA  | Matteo Tagliariol          | FRA    | Fabrice Jeannet        | ESP   | José Luis Abajo            |
| 2012   | VEN  | Rubén Limardo              | NOR    | Bartosz Piasecki       | KOR   | Jung Jin-sun               |
| 2016   | KOR  | Park Sang-young            | HUN    | Géza Imre              | FRA   | Gauthier Grumier           |
| 2020   | FRA  | Romain Cannone             | HUN    | Gergely Siklósi        | UKR   | Igor Rejzlin               |
| 2024   | JPN  | Koki Kano                  | FRA    | Yannick Borel          | EGY   | Mohamed El-Sayed           |

| Land | Goud | Zilver | Brons |
| ---- | ---- | ------ | ----- |
| ITA  | 7    | 03     | 5     |
| FRA  | 6    | 11     | 6     |
| CUB  | 2    | 02     | 1     |
| HUN  | 2    | 03     | 3     |
| FRG  | 2    | 01     | 0     |
| BEL  | 2    | 0      | 1     |
| RUS  | 2    | 0      | 1     |
| URS  | 1    | 02     | 3     |
| SUI  | 1    | 01     | 1     |
| SWE  | 1    | 01     | 1     |
| KOR  | 1    | 0      | 2     |
| JPN  | 1    | 0      | 0     |
| VEN  | 1    | 0      | 0     |
| GBR  | 0    | 02     | 1     |
| CHN  | 0    | 01     | 0     |
| DEN  | 0    | 01     | 0     |
| NOR  | 0    | 01     | 0     |
| EGY  | 0    | 0      | 1     |
| ESP  | 0    | 0      | 1     |
| UKR  | 0    | 0      | 1     |
| USA  | 0    | 0      | 1     |

Meervoudige medaillewinnaars
| Succesvolste | Meervoudige                                                                                                |
| --- | --- |
| 2-0-0 Ramón Fonst 1-1-1 / Pavel Kolobkov 1-1-0 Giuseppe Delfino 1-1-0 Grigori Kriss 1-0-2 Győző Kulcsár 1-0-2 Edoardo Mangiarotti 1-0-1 Giancarlo Cornaggia-Medici | 0-2-0 Georges Buchard 0-2-0 Alexandre Lippmann 0-1-2 Philippe Riboud 0-1-1 Géza Imre 0-1-1 Oswald Zappelli |

### Degen, team
| Editie | Goud                                         | Goud | Zilver                                       | Zilver | Brons                                        | Brons |
| ------ | -------------------------------------------- | --- | -------------------------------------------- | --- | -------------------------------------------- | --- |
| 1908   | FRA                                          | Gaston Alibert Herman Georges Berger Charles Collignon Bernard Gravier Alexandre Lippmann Eugène Olivier Jean Stern                                     | GBR                                          | Edgar Amphlett Cecil Haig Martin Holt Charles Leaf Daniell Robert Montgomerie Edgar Seligman                                                    | BEL                                          | Paul Anspach Désiré Beaurain Fernand Bosmans Ferdinand Feyerick Fernand de Montigny François Rom Victor Willems |
| 1912   | BEL                                          | Henri Anspach Paul Anspach Robert Hennet Jacques Ochs Gaston Salmon Victor Willems                                                                      | GBR                                          | Edgar Amphlett John Blake Percival Dawson Arthur Everitt Martin Holt Sydney Mertineau Robert Montgomerie Edgar Seligman                         | NED                                          | Willem van Blijenburgh Jetze Doorman Arie de Jong Leo Nardus George van Rossem                                  |
| 1920   | ITA                                          | Antonio Allocchio Tullio Bozza Giovanni Canova Tommaso Costantino Andrea Marrazzi Aldo Nadi Nedo Nadi Abelardo Olivier Paolo Thaon di Revel Dino Urbani | BEL                                          | Paul Anspach Victor Boin Joseph De Craecker Maurice De Wee Ernest Gevers Félix Goblet d'Alviella Philippe Le Hardy Fernand de Montigny Léon Tom | FRA                                          | Gaston Amson Gustave Buchard Georges Casanova Alexandre Lippmann Armand Massard Emile Moreau Georges Trombert   |
| 1924   | FRA                                          | Georges Buchard Roger Ducret Lucien Gaudin André Labatut Robert Liottel Alexandre Lippmann Georges Tainturier                                           | BEL                                          | Paul Anspach Joseph De Craecker Charles Delporte Ernest Gevers Fernand de Montigny Léon Tom                                                     | ITA                                          | Giulio Basletta Marcello Bertinetti Giovanni Canova Vincenzo Cuccia Virgilio Mantegazza Oreste Moricca          |
| 1928   | ITA                                          | Carlo Agostoni Giulio Basletta Marcello Bertinetti Giancarlo Cornaggia-Medici Renzo Minoli Franco Riccardi                                              | FRA                                          | Gaston Amson René Barbier Georges Buchard Emile Cornic Armand Massard Bernard Schmetz                                                           | POR                                          | Paulo d'Eça Leal Mário de Noronha Jorge Paiva Frederico Paredes João Sassetti Henrique da Silveira              |
| 1932   | FRA                                          | Georges Buchard Philippe Cattiau Fernand Jourdant Jean Piot Bernard Schmetz Georges Tainturier                                                          | ITA                                          | Carlo Agostoni Giancarlo Cornaggia-Medici Renzo Minoli Saverio Ragno Franco Riccardi                                                            | USA                                          | George Calnan Miguel de Capriles Gustave Heiss Tracy Jaeckel Frank Righeimer jr. Curtis Shears                  |
| 1936   | ITA                                          | Giancarlo Brusati Giancarlo Cornaggia-Medici Edoardo Mangiarotti Alfredo Pezzana Saverio Ragno Franco Riccardi                                          | SWE                                          | Gösta Almgren Birger Cederin Hans von Drakenberg Gustaf Dyrssén Hans Granfelt Sven Thofelt                                                      | FRA                                          | Georges Buchard Philippe Cattiau Henri Dulieux Michel Pécheux Bernard Schmetz Paul Wormser                      |
| 1948   | FRA                                          | Édouard Artigas Marcel Desprets Henri Guérin Maurice Huet Henri Lepage Michel Pécheux                                                                   | ITA                                          | Carlo Agostoni Gino Cantone Antonio Mandruzzato Dario Mangiarotti Edoardo Mangiarotti Fiorenzo Marini                                           | SWE                                          | Per Hjalmar Carlesson Frank Cervell Carl Forssell Bengt Ljungquist Sven Thofelt Arne Tollbom                    |
| 1952   | ITA                                          | Roberto Battaglia Franco Bertinetti Giuseppe Delfino Dario Mangiarotti Edoardo Mangiarotti Carlo Pavesi                                                 | SWE                                          | Per Hjalmar Carlesson Sven Fahlman Carl Forssell Bengt Ljungquist Lennart Magnusson Berndt-Otto Rehbinder                                       | SUI                                          | Paul Barth Willy Fitting Paul Meister Otto Rüfenacht Mario Valota Oswald Zappelli                               |
| 1956   | ITA                                          | Giorgio Anglesio Franco Bertinetti Giuseppe Delfino Edoardo Mangiarotti Carlo Pavesi Alberto Pellegrino                                                 | HUN                                          | Lajos Balthazár Barnabás Berzsenyi József Marosi Ambrus Nagy Béla Rerrich József Sákovics                                                       | FRA                                          | Bernard Baudoux Daniel Dagallier Yves Dreyfus Armand Mouyal Claude Nigon René Queyroux                          |
| 1960   | ITA                                          | Giuseppe Delfino Edoardo Mangiarotti Fiorenzo Marini Carlo Pavesi Alberto Pellegrino Gianluigi Saccaro                                                  | GBR                                          | Michael Alexander Raymond Harrison Henry Hoskyns Michael Howard Allan Jay John Pelling                                                          | URS                                          | Bruno Khabarov Goeram Kostava Aleksandr Pavlovsky Valentin Tsjernikov Arnold Tsjernoesjevitsj                   |
| 1964   | HUN                                          | Árpád Bárány Tamás Gábor István Kausz Győző Kulcsár Zoltán Nemere                                                                                       | ITA                                          | Giambattista Breda Giuseppe Delfino Gianfranco Paolucci Alberto Pellegrino Gianluigi Saccaro                                                    | FRA                                          | Claude Bourquard Claude Brodin Jacques Brodin Yves Dreyfus Jack Guittet                                         |
| 1968   | HUN                                          | Csaba Fenyvesi Győző Kulcsár Pál B. Nagy Zoltán Nemere Pál Schmitt                                                                                      | URS                                          | Grigori Kriss Viktor Modsalevski Akeksej Nikantsjikov Joeri Smoljakov Josif Vitebski                                                            | POL                                          | Bogdan Andrzejewski Kazimierz Barburski Michał Butkiewicz Bohdan Gonsior Henryk Nielaba                         |
| 1972   | HUN                                          | Sándor Erdős Csaba Fenyvesi Győző Kulcsár István Osztrics Pál Schmitt                                                                                   | SUI                                          | Guy Evéquoz Daniel Giger Christian Kauter Peter Lötscher François Suchanecki                                                                    | URS                                          | Grigori Kriss Viktor Modsalevski Sergej Paramonov Igor Valetov Georgi Zažitski                                  |
| 1976   | SWE                                          | Rolf Edling Carl von Essen Göran Flodström Leif Högström Hans Jacobson                                                                                  | FRG                                          | Reinhold Behr Volker Fischer Jürgen Hehn Hans Jana Alexander Pusch                                                                              | SUI                                          | Guy Evéquoz Daniel Giger Christian Kauter Michel Poffet François Suchanecki                                     |
| 1980   | FRA                                          | Philippe Boisse Hubert Gardas Patrick Picot Philippe Riboud Michel Salesse                                                                              | POL                                          | Ludomir Chronowski Piotr Jabłkowski Andrzej Lis Mariusz Strzałka Leszek Swornowski                                                              | URS                                          | Aleksandr Aboesjakhmetov Asjot Karagian Boris Loekomski Aleksandr Mozjajev Vladimir Smirnov                     |
| 1984   | FRG                                          | Elmar Borrmann Volker Fischer Gerhard Heer Rafael Nickel Alexander Pusch                                                                                | FRA                                          | Philippe Boisse Jean-Michel Henry Olivier Lenglet Philippe Riboud Michel Salesse                                                                | ITA                                          | Stefano Bellone Sandro Cuomo Cosimo Ferro Roberto Manzi Angelo Mazzoni                                          |
| 1988   | FRA                                          | Frédéric Delpla Jean-Michel Henry Olivier Lenglet Philippe Riboud Éric Srecki                                                                           | FRG                                          | Elmar Borrmann Volker Fischer Thomas Gerull Alexander Pusch Arnd Schmitt                                                                        | URS                                          | Pavel Kolobkov Vladimir Resnitschenko Andrei Sjoevalov Igor Tikhomirov Mikhail Tisjko                           |
| 1992   | GER                                          | Elmar Borrmann Robert Felisiak Uwe Proske Vladimir Resnitschenko Arnd Schmitt                                                                           | HUN                                          | Ferenc Hegedűs Ernõ Kolczonay Iván Kovács Krisztián Kulcsár Gábor Totola                                                                        | EUN                                          | Pavel Kolobkov Sergej Kostarev Sergej Kravtsjoek Andrei Sjoevalov Valeri Zakharevitsj                           |
| 1996   | ITA                                          | Sandro Cuomo Angelo Mazzoni Maurizio Randazzo | RUS                                          | Aleksandr Beketov Pavel Kolobkov Valeri Zakharevitsj                                                                                            | FRA                                          | Jean-Michel Henry Robert Leroux Éric Srecki                                                                     |
| 2000   | ITA                                          | Angelo Mazzoni Paolo Milanoli Maurizio Randazzo Alfredo Rota                                                                                            | FRA                                          | Robert Leroux Jean-François di Martino Hugues Obry Éric Srecki                                                                                  | CUB                                          | Nelson Loyola Torriente Candido Alberto Maya Carlos Pedroso Curiel Ivan Trevejo Pérez                           |
| 2004   | FRA                                          | Érik Boisse Fabrice Jeannet Jérôme Jeannet Hugues Obry                                                                                                  | HUN                                          | Gábor Boczkó Géza Imre Iván Kovács Krisztián Kulcsár                                                                                            | GER                                          | Norman Ackermann Jörg Fiedler Sven Schmid Daniel Strigel                                                        |
| 2008   | FRA                                          | Fabrice Jeannet Jérôme Jeannet Ulrich Robeiri | POL                                          | Robert Andrzejuk Tomasz Motyka Adam Wiercioch Radosław Zawrotniak                                                                               | ITA                                          | Stefano Carozzo Diego Confalonieri Alfredo Rota Matteo Tagliariol                                               |
| 2012   | niet gehouden in verband met roulatiesysteem | niet gehouden in verband met roulatiesysteem | niet gehouden in verband met roulatiesysteem | niet gehouden in verband met roulatiesysteem | niet gehouden in verband met roulatiesysteem | niet gehouden in verband met roulatiesysteem                                                                    |
| 2016   | FRA                                          | Yannick Borel Gauthier Grumier Daniel Jérent Jean-Michel Lucenay                                                                                        | ITA                                          | Marco Fichera Enrico Garozzo Paolo Pizzo Andrea Santarelli                                                                                      | HUN                                          | Gábor Boczkó Géza Imre András Rédli Péter Somfai                                                                |
| 2020   | JPN                                          | Koki Kano Kazuyasu Minobe Satoru Uyama Masaru Yamada | ROC                                          | Sergei Bida Nikita Glazkov Sergei Chodos Pavel Soechov                                                                                          | KOR                                          | Kweon Young-jun Ma Se-geon Park Sang-young Song Jae-ho                                                          |
| 2024   | HUN                                          | Máté Tamás Koch Tibor Andrásfi Gergely Siklósi Dávid Nagy                                                                                               | JPN                                          | Akira Komata Koki Kano Masaru Yamada Kazuyasu Minobe                                                                                            | CZE                                          | Jiří Beran Jakub Jurka Martin Rubeš Michal Čupr                                                                 |

| Land | Goud | Zilver | Brons |
| ---- | ---- | ------ | ----- |
| FRA  | 9    | 3      | 5     |
| ITA  | 8    | 4      | 3     |
| HUN  | 4    | 3      | 1     |
| BEL  | 1    | 2      | 1     |
| SWE  | 1    | 2      | 1     |
| FRG  | 1    | 2      | 0     |
| JPN  | 1    | 1      | 0     |
| GER  | 1    | 0      | 1     |
| GBR  | 0    | 3      | 0     |
| POL  | 0    | 2      | 1     |
| RUS  | 0    | 1      | 0     |
| ROC  | 0    | 1      | 0     |
| URS  | 0    | 1      | 4     |
| SUI  | 0    | 1      | 2     |
| EUN  | 0    | 1      | 0     |
| CUB  | 0    | 0      | 1     |
| CZE  | 0    | 0      | 1     |
| KOR  | 0    | 0      | 1     |
| NED  | 0    | 0      | 1     |
| POR  | 0    | 0      | 1     |
| USA  | 0    | 0      | 1     |

Meervoudige medaillewinnaars
| Succesvolste | Succesvolste | Meervoudige | Meervoudige |
| --- | --- | --- | --- |
| 4-1-0 Edoardo Mangiarotti 3-1-0 Giuseppe Delfino 3-0-0 Győző Kulcsár 3-0-0 Carlo Pavesi 2-1-1 Georges Buchard 2-1-0 / Elmar Borrmann 2-1-0 Philippe Riboud 2-1-0 Giancarlo Cornaggia-Medici 2-1-0 Alberto Pellegrino 2-1-0 Franco Riccardi 2-0-1 Alexandre Lippmann 2-0-1 Angelo Mazzoni 2-0-0 Fabrice Jeannet 2-0-0 Jérôme Jeannet 2-0-0 Georges Tainturier 2-0-0 Csaba Fenyvesi 2-0-0 Zoltán Nemere 2-0-0 Pál Schmitt 2-0-0 Maurizio Randazzo | 1-2-1 Paul Anspach 1-2-1 Fernand de Montigny 1-2-0 Volker Fischer 1-2-0 Alexander Pusch 1-2-0 Carlo Agostoni 1-1-1 Jean-Michel Henry 1-1-1 Bernard Schmetz 1-1-1 Éric Srecki 1-1-0 Victor Willems 1-1-0 / Arnd Schmitt 1-1-0 Philippe Boisse 1-1-0 Olivier Lenglet 1-1-0 Hugues Obry 1-1-0 Michel Salesse 1-1-0 Dario Mangiarotti 1-1-0 Fiorenzo Marini 1-1-0 Renzo Minoli 1-1-0 Saverio Ragno 1-1-0 Gianluigi Saccaro 1-1-0 Koki Kano 1-1-0 Masaru Yamada 1-1-0 Kazuyasu Minobe 1-0-1 Philippe Cattiau 1-0-1 Michel Pécheux 1-0-1 Giulio Basletta 1-0-1 Marcello Bertinetti 1-0-1 Giovanni Canova 1-0-1 Sandro Cuomo 1-0-1 Alfredo Rota 1-0-1 / Vladimir Resnitschenko | 0-2-0 Joseph De Craecker 0-2-0 Ernest Gevers 0-2-0 Léon Tom 0-2-0 Iván Kovács 0-2-0 Krisztián Kulcsár 0-2-0 Edgar Amphlett 0-2-0 Martin Holt 0-2-0 Robert Montgomerie 0-2-0 Edgar Seligman | 0-1-2 / Pavel Kolobkov 0-1-1 Gaston Amson 0-1-1 Robert Leroux 0-1-1 Armand Massard 0-1-1 / Valeri Zakharevitsj 0-1-1 Gábor Boczkó 0-1-1 Géza Imre 0-1-1 Grigori Kriss 0-1-1 Viktor Modsalevski 0-1-1 Per Hjalmar Carlesson 0-1-1 Carl Forssell 0-1-1 Bengt Ljungquist 0-1-1 Sven Thofelt 0-1-1 Guy Evéquoz 0-1-1 Daniel Giger 0-1-1 Christian Kauter 0-1-1 François Suchanecki 0-0-2 Yves Dreyfus 0-0-2 / Andrei Sjoevalov |

### Floret, individueel
| Editie | Goud | Goud                    | Zilver | Zilver                 | Brons | Brons                            |
| ------ | ---- | ----------------------- | ------ | ---------------------- | ----- | -------------------------------- |
| 1896   | FRA  | Eugène-Henri Gravelotte | FRA    | Henri Callot           | GRE   | Perikles Pierrakos-Mavromichalis |
| 1900   | FRA  | Émile Coste             | FRA    | Henri Masson           | FRA   | Marcel Jacques Boulenger         |
| 1904   | CUB  | Ramón Fonst             | CUB    | Albertson Van Zo Post  | CUB   | Charles Tatham                   |
| 1912   | ITA  | Nedo Nadi               | ITA    | Pietro Speciale        | AUT   | Richard Verderber                |
| 1920   | ITA  | Nedo Nadi               | FRA    | Philippe Cattiau       | FRA   | Roger Ducret                     |
| 1924   | FRA  | Roger Ducret            | FRA    | Philippe Cattiau       | BEL   | Maurice Van Damme                |
| 1928   | FRA  | Lucien Gaudin           | GER    | Erwin Casmir           | ITA   | Giulio Gaudini                   |
| 1932   | ITA  | Gustavo Marzi           | USA    | Joseph Levis           | ITA   | Giulio Gaudini                   |
| 1936   | ITA  | Giulio Gaudini          | FRA    | Edward Gardère         | ITA   | Giorgio Bocchino                 |
| 1948   | FRA  | Jéhan de Buhan          | FRA    | Christian d'Oriola     | HUN   | Lajos Maszlay                    |
| 1952   | FRA  | Christian d'Oriola      | ITA    | Edoardo Mangiarotti    | ITA   | Manlio Di Rosa                   |
| 1956   | FRA  | Christian d'Oriola      | ITA    | Giancarlo Bergamini    | ITA   | Antonio Spallino                 |
| 1960   | URS  | Viktor Zjdanovitsj      | URS    | Joeri Sissikin         | USA   | Albert Axelrod                   |
| 1964   | POL  | Egon Franke             | FRA    | Jean-Claude Magnan     | FRA   | Daniel Revenu                    |
| 1968   | ROU  | Ion Drîmbă              | HUN    | Jenő Kamuti            | FRA   | Daniel Revenu                    |
| 1972   | POL  | Witold Woyda            | HUN    | Jenő Kamuti            | FRA   | Christian Noël                   |
| 1976   | ITA  | Fabio Dal Zotto         | URS    | Aleksandr Romankov     | FRA   | Bernard Talvard                  |
| 1980   | URS  | Vladimir Smirnov        | FRA    | Pascal Jolyot          | URS   | Aleksandr Romankov               |
| 1984   | ITA  | Mauro Numa              | FRG    | Matthias Behr          | ITA   | Stefano Cerioni                  |
| 1988   | ITA  | Stefano Cerioni         | GDR    | Udo Wagner             | URS   | Aleksandr Romankov               |
| 1992   | FRA  | Philippe Omnès          | EUN    | Sergei Goloebitsky     | CUB   | Elvis Gregory Gil                |
| 1996   | ITA  | Alessandro Puccini      | FRA    | Lionel Plumenail       | FRA   | Franck Boidin                    |
| 2000   | KOR  | Kim Young-ho            | GER    | Ralf Bißdorf           | RUS   | Dmitri Sjevtsjenko               |
| 2004   | FRA  | Brice Guyart            | ITA    | Salvatore Sanzo        | ITA   | Andrea Cassarà                   |
| 2008   | GER  | Benjamin Kleibrink      | JPN    | Yuki Ota               | ITA   | Salvatore Sanzo                  |
| 2012   | CHN  | Lei Sheng               | EGY    | Alaaeldin Abouelkassem | KOR   | Choi Byung-chul                  |
| 2016   | ITA  | Daniele Garozzo         | USA    | Alexander Massialas    | RUS   | Timoer Safin                     |
| 2020   | HKG  | Cheung Ka-long          | ITA    | Daniele Garozzo        | CZE   | Alexander Choupenitch            |
| 2024   | HKG  | Cheung Ka-long          | ITA    | Filippo Macchi         | USA   | Nick Itkin                       |

| Land | Goud | Zilver | Brons |
| ---- | ---- | ------ | ----- |
| FRA  | 9    | 9      | 7     |
| ITA  | 9    | 6      | 8     |
| URS  | 2    | 2      | 2     |
| HKG  | 2    | 0      | 0     |
| POL  | 2    | 0      | 0     |
| GER  | 1    | 2      | 0     |
| CUB  | 1    | 1      | 2     |
| KOR  | 1    | 0      | 1     |
| CHN  | 1    | 0      | 0     |
| ROU  | 1    | 0      | 0     |
| HUN  | 0    | 2      | 1     |
| USA  | 0    | 2      | 2     |
| EGY  | 0    | 1      | 0     |
| EUN  | 0    | 1      | 0     |
| FRG  | 0    | 1      | 0     |
| GDR  | 0    | 1      | 0     |
| JPN  | 0    | 1      | 0     |
| RUS  | 0    | 0      | 2     |
| AUT  | 0    | 0      | 1     |
| BEL  | 0    | 0      | 1     |
| CZE  | 0    | 0      | 1     |
| GRE  | 0    | 0      | 1     |

Meervoudige medaillewinnaars
| Succesvolste | Meervoudige                                                                                                 |
| --- | --- |
| 2-1-0 Christian d'Oriola 2-0-0 Nedo Nadi 2-0-0 Cheung Ka-long 1-0-2 Giulio Gaudini 1-1-0 Daniele Garozzo 1-0-1 Stefano Cerioni 1-0-1 Roger Ducret | 0-2-0 Philippe Cattiau 0-2-0 Jenő Kamuti 0-1-2 Aleksandr Romankov 0-1-1 Salvatore Sanzo 0-0-2 Daniel Revenu |

### Floret, team
| Editie | Goud                                         | Goud | Zilver                                       | Zilver | Brons                                        | Brons |
| ------ | -------------------------------------------- | --- | -------------------------------------------- | --- | -------------------------------------------- | --- |
| 1904   | ZZX                                          | Ramón Fonst Manuel Díaz Albertson Van Zo Post                                                                       | USA                                          | Charles Tatham Charles Fitzhugh Townsend Arthur Fox                                                                             | niet uitgereikt                              | niet uitgereikt                                                                                                |
| 1920   | ITA                                          | Baldo Baldi Tommaso Costantino Aldo Nadi Nedo Nadi Abelardo Olivier Oreste Puliti Pietro Speciale Rodolfo Terlizzi  | FRA                                          | Gaston Amson Lionel Bony De Castellane Philippe Cattiau Roger Ducret Lucien Gaudin André Labatut Marcel Perrot Georges Trombert | USA                                          | Henry Breckinridge Francis Webster Honeycutt Harold Rayner Robert Sears Arthur St Clair Lyon                   |
| 1924   | FRA                                          | Philippe Cattiau Jacques Coutrot Guy de Luget Roger Ducret Lucien Gaudin Henri Jobier André Labatut Joseph Perotaux | BEL                                          | Désiré Beaurain Marcel L. Berré Charles Crahay Albert De Roocker Fernand de Montigny Maurice E. Van Damme                       | HUN                                          | László Berti István Lichteneckert Sándor Pósta Zoltán Schenker Ödön Tersztyánszky                              |
| 1928   | ITA                                          | Giorgio Chiavacci Giulio Gaudini Gioacchino Guaragna Giorgio Pessina Ugo Pignotti Oreste Puliti                     | FRA                                          | Philippe Cattiau Roger Ducret Raymond Flacher André Gaboriaud Lucien Gaudin André Labatut                                       | ARG                                          | Raul Anganuzzi Carmelo Camet Roberto Larraz Hector Lucchetti Luis Lucchetti                                    |
| 1932   | FRA                                          | René Bondoux René Bougnol Philippe Cattiau Edward Gardère René Lemoine Jean Piot                                    | ITA                                          | Giulio Gaudini Gioacchino Guaragna Gustavo Marzi Giorgio Pessina Ugo Pignotti Rodolfo Terlizzi                                  | USA                                          | Hugh Allesandroni George Calnan Dernell Every Joseph Levis Frank Righeimer jr. Richard Steere                  |
| 1936   | ITA                                          | Giorgio Bocchino Manlio Di Rosa Giulio Gaudini Gioacchino Guaragna Gustavo Marzi Ciro Verratti                      | FRA                                          | René Bondoux René Bougnol Jacques Coutrot André Gardère Edward Gardère René Lemoine                                             | GER                                          | Otto Adam Erwin Casmir Julius Eisenecker August Heim Siegfried Lerdon Stefan Rosenbauer                        |
| 1948   | FRA                                          | André Bonin René Bougnol Jéhan de Buhan Jacques Lataste Christian d'Oriola Adrien Rommel                            | ITA                                          | Manlio Di Rosa Edoardo Mangiarotti Giuliano Nostini Renzo Nostini Giorgio Pellini Saverio Ragno                                 | BEL                                          | Raymond Bru Georges De Bourguignon Henri Paternoster Paul Valcke André Van de Werve de Vorsselaer Edouard Yves |
| 1952   | FRA                                          | Jéhan de Buhan Jacques Lataste Claude Netter Jacques Noël Christian d'Oriola Adrien Rommel                          | ITA                                          | Giancarlo Bergamini Manlio Di Rosa Edoardo Mangiarotti Renzo Nostini Giorgio Pellini Antonio Spallino                           | HUN                                          | Tibor Berczelly Aladár Gerevich Lajos Maszlay Endre Palócz József Sákovics Endre Tilli                         |
| 1956   | ITA                                          | Giancarlo Bergamini Luigi Carpaneda Manlio Di Rosa Vittorio Lucarelli Edoardo Mangiarotti Antonio Spallino          | FRA                                          | Bernard Baudoux Roger Closset René Coicaud Jacques Lataste Claude Netter Christian d'Oriola                                     | HUN                                          | Mihály Fülöp József Gyuricza József Marosi József Sákovics Lajos Somodi Endre Tilli                            |
| 1960   | URS                                          | Mark Midler Joeri Roedov Joeri Sissikin German Svesjnikov Viktor Zjdanovitsj                                        | ITA                                          | Aldo Aureggi Luigi Carpaneda Mario Curletto Edoardo Mangiarotti Alberto Pellegrino                                              | EUA                                          | Jürgen Brecht Tim Gerresheim Eberhard Mehl Jürgen Theuerkauff                                                  |
| 1964   | URS                                          | Mark Midler Joeri Sissikin Joeri Sjarov German Svesjnikov Viktor Zjdanovitsj                                        | POL                                          | Egon Franke Ryszard Parulski Jan Różycki Zbigniew Skrudlik Witold Woyda                                                         | FRA                                          | Jacky Courtillat Jean-Claude Magnan Christian Noël Daniel Revenu Pierre Rodocanachi                            |
| 1968   | FRA                                          | Gilles Berolatti Jacques Dimont Jean-Claude Magnan Christian Noël Daniel Revenu                                     | URS                                          | Viktor Poetjatin Joeri Sissikin Joeri Sjarov Vasili Stankovitsj German Svesjnikov                                               | POL                                          | Egon Franke Adam Lisewski Ryszard Parulski Zbigniew Skrudlik Witold Woyda                                      |
| 1972   | POL                                          | Marek Dąbrowski Arkadiusz Godel Jerzy Kaczmarek Lech Koziejowski Witold Woyda                                       | URS                                          | Vladimir Denissov Anatoli Kotesjev Viktor Poetjatin Leonid Romanov Vasili Stankovitsj                                           | FRA                                          | Gilles Berolatti Jean-Claude Magnan Christian Noël Daniel Revenu Bernard Talvard                               |
| 1976   | FRG                                          | Thomas Bach Matthias Behr Harald Hein Klaus Reichert Erk Sens-Gorius                                                | ITA                                          | Giovan Battista Coletti Attilio Calatroni Fabio Dal Zotto Carlo Montano Stefano Simoncelli                                      | FRA                                          | Didier Flament Christian Noël Frédéric Pietruszka Daniel Revenu Bernard Talvard                                |
| 1980   | FRA                                          | Philippe Bonin Bruno Boscherie Didier Flament Pascal Jolyot Frédéric Pietruszka                                     | URS                                          | Asjot Karagian Vladimir Lapitsky Sabirzjan Roezijev Aleksandr Romankov Vladimir Smirnov                                         | POL                                          | Lech Koziejowski Adam Robak Marian Sypniewski Bogusław Zych                                                    |
| 1984   | ITA                                          | Andrea Borella Stefano Cerioni Andrea Cipressa Mauro Numa Angelo Scuri                                              | FRG                                          | Frank Beck Matthias Behr Mathias Gey Harald Hein Klaus Reichert                                                                 | FRA                                          | Marc Cerboni Patrick Groc Pascal Jolyot Philippe Omnès Frédéric Pietruszka                                     |
| 1988   | URS                                          | Vladimir Aptsiaoeri Anvar Ibragimov Boris Koretsky Ilgar Mamedov Aleksandr Romankov                                 | FRG                                          | Matthias Behr Thomas Endres Mathias Gey Ulrich Schreck Thorsten Weidner                                                         | HUN                                          | István Busa Zsolt Érsek Róbert Gátai Pál Szekeres István Szelei                                                |
| 1992   | GER                                          | Alexander Koch Ulrich Schreck Udo Wagner Thorsten Weidner Ingo Weißenborn                                           | CUB                                          | Guillermo Bétancourt Scull Tulio Díaz Babier Hermengildo García Marturell Óscar García Pérez Elvis Gregory Gil                  | POL                                          | Piotr Kiełpikowski Adam Krzesiński Cezary Siess Ryszard Sobczak Marian Sypniewski                              |
| 1996   | RUS                                          | Ilgar Mamedov Vladislav Pavlovitsj Dmitri Sjevtsjenko                                                               | POL                                          | Piotr Kiełpikowski Adam Krzesiński Jarosław Rodzewicz Ryszard Sobczak                                                           | CUB                                          | Óscar García Pérez Elvis Gregory Gil Rolando Tucker León                                                       |
| 2000   | FRA                                          | Jean-Noël Ferrari Brice Guyart Patrice Lhotellier Lionel Plumenail                                                  | CHN                                          | Dong Zhaozhi Wang Haibin Ye Chong Zhang Jie                                                                                     | ITA                                          | Daniele Crosta Gabriele Magni Salvatore Sanzo Matteo Zennaro                                                   |
| 2004   | ITA                                          | Andrea Cassarà Salvatore Sanzo Simone Vanni Matteo Zennaro                                                          | CHN                                          | Dong Zhaozhi Wang Haibin Wu Hanxiong Ye Chong                                                                                   | RUS                                          | Renal Ganejev Joeri Moltjsan Roeslan Nassiboellin Vjatsjeslav Pozdnijakov                                      |
| 2008   | niet gehouden in verband met roulatiesysteem | niet gehouden in verband met roulatiesysteem                                                                        | niet gehouden in verband met roulatiesysteem | niet gehouden in verband met roulatiesysteem                                                                                    | niet gehouden in verband met roulatiesysteem | niet gehouden in verband met roulatiesysteem                                                                   |
| 2012   | ITA                                          | Valerio Aspromonte Giorgio Avola Andrea Baldini Andrea Cassarà                                                      | JPN                                          | Suguru Awaji Kenta Chida Ryo Miyake Yuki Ota                                                                                    | GER                                          | Sebastian Bachmann Peter Joppich Benjamin Kleibrink Andre Wessels                                              |
| 2016   | RUS                                          | Artoer Achmatchoezin Timoer Safin Aleksej Tsjeremisinov                                                             | FRA                                          | Jérémy Cadot Jean-Paul Tony Helissey Erwann Le Péchoux Enzo Lefort                                                              | USA                                          | Miles Chamley-Watson Race Imboden Alexander Massialas Gerek Meinhardt                                          |
| 2020   | FRA                                          | Erwann Le Péchoux Enzo Lefort Julien Mertine Maxime Pauty                                                           | ROC                                          | Anton Borodatsjev Kirill Borodatsjev Timoer Safin Vladislav Mylnikov                                                            | USA                                          | Race Imboden Nick Itkin Alexander Massialas Gerek Meinhardt                                                    |
| 2024   | JPN                                          | Kazuki Iimura Kyosuke Matsuyama Takahiro Shikine Yudai Nagano                                                       | ITA                                          | Guillaume Bianchi Filippo Macchi Tommaso Marini Alessio Foconi                                                                  | FRA                                          | Maximilien Chastanet Maxime Pauty Enzo Lefort Julien Mertine                                                   |

| Land | Goud | Zilver | Brons |
| ---- | ---- | ------ | ----- |
| FRA  | 8    | 5      | 5     |
| ITA  | 7    | 6      | 1     |
| URS  | 3    | 3      | 0     |
| RUS  | 2    | 0      | 1     |
| POL  | 1    | 2      | 3     |
| FRG  | 1    | 2      | 0     |
| GER  | 1    | 0      | 2     |
| JPN  | 1    | 1      | 0     |
| ZZX  | 1    | 0      | 0     |
| CHN  | 0    | 2      | 0     |
| USA  | 0    | 1      | 4     |
| BEL  | 0    | 1      | 1     |
| CUB  | 0    | 1      | 1     |
| ROC  | 0    | 1      | 0     |
| HUN  | 0    | 0      | 4     |
| ARG  | 0    | 0      | 1     |
| EUA  | 0    | 0      | 1     |

1. 1 2  In de IOC-uitslagendatabase worden Tatham en Van Zo Post in teamverband als Amerikaan aangemerkt (individueel als Cubaan).

Meervoudige medaillewinnaars
| Succesvolste | Succesvolste | Meervoudige | Meervoudige |
| --- | --- | --- | --- |
| 2-2-0 Philippe Cattiau 2-2-0 Manlio Di Rosa 2-1-0 Jacques Lataste 2-1-0 Christian d'Oriola 2-1-0 Gioacchino Guaragna 2-1-0 Joeri Sissikin 2-1-0 German Svesjnikov 2-0-0 Jéhan de Buhan 2-0-0 Adrien Rommel 2-0-0 Andrea Cassarà 2-0-0 Oreste Puliti 2-0-0 Mark Midler 2-0-0 Viktor Zjdanovitsj 2-0-0 / Ilgar Mamedov 1-3-0 Edoardo Mangiarotti 1-2-0 Matthias Behr 1-2-0 Roger Ducret 1-2-0 Lucien Gaudin 1-2-0 André Labatut 1-1-1 Enzo Lefort 1-1-1 Witold Woyda | 1-1-0 Harald Hein 1-1-0 Klaus Reichert 1-1-0 / Ulrich Schreck 1-1-0 / Thorsten Weidner 1-1-0 René Bougnol 1-1-0 Jacques Coutrot 1-1-0 Edward Gardère 1-1-0 Erwann Le Péchoux 1-1-0 René Lemoine 1-1-0 Claude Netter 1-1-0 Giancarlo Bergamini 1-1-0 Luigi Carpaneda 1-1-0 Giorgio Pessina 1-1-0 Ugo Pignotti 1-1-0 Antonio Spallino 1-1-0 Rodolfo Terlizzi 1-1-0 / Timoer Safin 1-1-0 Aleksandr Romankov 1-1-0 Joeri Sjarov | 1-0-3 Christian Noël 1-0-3 Daniel Revenu 1-0-2 Jean-Claude Magnan 1-0-2 Frédéric Pietruszka 1-0-1 Gilles Berolatti 1-0-1 Didier Flament 1-0-1 Pascal Jolyot 1-0-1 Julien Mertine 1-0-1 Maxime Pauty 1-0-1 Salvatore Sanzo 1-0-1 Matteo Zennaro 1-0-1 Lech Koziejowski | 0-2-0 Mathias Gey 0-2-0 Dong Zhaozhi 0-2-0 Wang Haibin 0-2-0 Ye Chong 0-2-0 Renzo Nostini 0-2-0 Giorgio Pellini 0-2-0 Viktor Poetjatin 0-2-0 Vasili Stankovitsj 0-1-1 Óscar García Pérez 0-1-1 Elvis Gregory Gil 0-1-1 Egon Franke 0-1-1 Piotr Kiełpikowski 0-1-1 Adam Krzesiński 0-1-1 Ryszard Parulski 0-1-1 Zbigniew Skrudlik 0-1-1 Ryszard Sobczak 0-0-2 Bernard Talvard 0-0-2 József Sákovics 0-0-2 Endre Tilli 0-0-2 Marian Sypniewski 0-0-2 Race Imboden 0-0-2 Alexander Massialas 0-0-2 Gerek Meinhardt |

### Sabel, individueel
| Editie | Goud | Goud                  | Zilver | Zilver               | Brons | Brons                      |
| ------ | ---- | --------------------- | ------ | -------------------- | ----- | -------------------------- |
| 1896   | GRE  | Ioannis Georgiadis    | GRE    | Tilemakhos Karakalos | DEN   | Holger Nielsen             |
| 1900   | FRA  | Georges de la Falaise | FRA    | Léon Thiébaut        | AUT   | Siegfried Flesch           |
| 1904   | CUB  | Manuel Díaz           | USA    | William Grebe        | CUB   | Albertson Van Zo Post      |
| 1908   | HUN  | Jenő Fuchs            | HUN    | Béla Zulavszky       | BOH   | Vilém Goppold von Lobsdorf |
| 1912   | HUN  | Jenő Fuchs            | HUN    | Béla Békéssy         | HUN   | Ervin Mészáros             |
| 1920   | ITA  | Nedo Nadi             | ITA    | Aldo Nadi            | NED   | Arie de Jong               |
| 1924   | HUN  | Sándor Pósta          | FRA    | Roger Ducret         | HUN   | János Garay                |
| 1928   | HUN  | Ödön Tersztyánszky    | HUN    | Attila Petschauer    | ITA   | Bino Bini                  |
| 1932   | HUN  | György Piller         | ITA    | Giulio Gaudini       | HUN   | Endre Kabos                |
| 1936   | HUN  | Endre Kabos           | ITA    | Gustavo Marzi        | HUN   | Aladár Gerevich            |
| 1948   | HUN  | Aladár Gerevich       | ITA    | Vincenzo Pinton      | HUN   | Pál Kovács                 |
| 1952   | HUN  | Pál Kovács            | HUN    | Aladár Gerevich      | HUN   | Tibor Berczelly            |
| 1956   | HUN  | Rudolf Kárpáti        | POL    | Jerzy Pawłowski      | URS   | Lev Koeznetsov             |
| 1960   | HUN  | Rudolf Kárpáti        | HUN    | Zoltán Horváth       | ITA   | Wladimiro Calarese         |
| 1964   | HUN  | Tibor Pézsa           | FRA    | Claude Arabo         | URS   | Oemjar Mavlichanov         |
| 1968   | POL  | Jerzy Pawłowski       | URS    | Mark Rakita          | HUN   | Tibor Pézsa                |
| 1972   | URS  | Viktor Sidjak         | HUN    | Péter Marót          | URS   | Vladimir Naslimov          |
| 1976   | URS  | Viktor Krovopoeskov   | URS    | Vladimir Naslimov    | URS   | Viktor Sidjak              |
| 1980   | URS  | Viktor Krovopoeskov   | URS    | Michail Boertsev     | HUN   | Imre Gedővári              |
| 1984   | FRA  | Jean-François Lamour  | ITA    | Marco Marin          | USA   | Peter Westbrook            |
| 1988   | FRA  | Jean-François Lamour  | POL    | Janusz Olech         | ITA   | Giovanni Scalzo            |
| 1992   | HUN  | Bence Szabó           | ITA    | Marco Marin          | FRA   | Jean-François Lamour       |
| 1996   | RUS  | Stanislav Pozdnjakov  | RUS    | Sergej Tsjarikov     | FRA   | Damien Touya               |
| 2000   | ROU  | Mihai Covaliu         | FRA    | Mathieu Gourdain     | GER   | Wiradech Kothny            |
| 2004   | ITA  | Aldo Montano          | HUN    | Zsolt Nemcsik        | UKR   | Vladislav Tretjak          |
| 2008   | CHN  | Zhong Man             | FRA    | Nicolas Lopez        | ROU   | Mihai Covaliu              |
| 2012   | HUN  | Áron Szilágyi         | ITA    | Diego Occhiuzzi      | RUS   | Nikolaj Kovaljov           |
| 2016   | HUN  | Áron Szilágyi         | USA    | Daryl Homer          | KOR   | Kim Jung-hwan              |
| 2020   | HUN  | Áron Szilágyi         | ITA    | Luigi Samele         | KOR   | Kim Jung-hwan              |
| 2024   | KOR  | Oh Sang-uk            | TUN    | Farès Ferjani        | ITA   | Luigi Samele               |

| Land | Goud | Zilver | Brons |
| ---- | ---- | ------ | ----- |
| HUN  | 15   | 7      | 8     |
| FRA  | 03   | 5      | 2     |
| URS  | 03   | 3      | 4     |
| ITA  | 02   | 8      | 4     |
| POL  | 01   | 2      | 0     |
| RUS  | 01   | 1      | 1     |
| GRE  | 01   | 1      | 0     |
| KOR  | 01   | 0      | 2     |
| CUB  | 01   | 0      | 1     |
| ROU  | 01   | 0      | 1     |
| CHN  | 01   | 0      | 0     |
| USA  | 0    | 2      | 1     |
| TUN  | 0    | 1      | 0     |
| AUT  | 0    | 0      | 1     |
| BOH  | 0    | 0      | 1     |
| DEN  | 0    | 0      | 1     |
| GER  | 0    | 0      | 1     |
| NED  | 0    | 0      | 1     |
| UKR  | 0    | 0      | 1     |

Meervoudige medaillewinnaars
| Succesvolste | Meervoudige                                                                      |
| --- | -------------------------------------------------------------------------------- |
| 3-0-0 Áron Szilágyi 2-0-1 Jean-François Lamour 2-0-0 Jenő Fuchs 2-0-0 Rudolf Kárpáti 2-0-0 Viktor Krovopoeskov 1-1-1 Aladár Gerevich 1-1-0 Jerzy Pawłowski 1-0-1 Mihai Covaliu 1-0-1 Endre Kabos 1-0-1 Pál Kovács 1-0-1 Tibor Pézsa 1-0-1 Viktor Sidjak | 0-2-0 Marco Marin 0-1-1 Luigi Samele 0-1-1 Vladimir Naslimov 0-0-2 Kim Jung-hwan |

### Sabel, team
| Editie | Goud                                         | Goud | Zilver                                       | Zilver | Brons                                        | Brons |
| ------ | -------------------------------------------- | --- | -------------------------------------------- | --- | -------------------------------------------- | --- |
| 1908   | HUN                                          | Dezső Földes Jenő Fuchs Oszkár Gerde Péter Tóth Lajos Werkner                                                              | ITA                                          | Marcello Bertinetti Sante Ceccherini Riccardo Nowak Abelardo Olivier Alessandro Pirzio-Biroli                    | BOH                                          | Otakar Lada Vlastimil Lada-Sázavský Vilém Goppold von Lobsdorf Bedrich Schejbal Jaroslav Šourek-Tucek                        |
| 1912   | HUN                                          | László Berti Dezső Földes Jenő Fuchs Oszkár Gerde Ervin Mészáros Zoltán Schenker Péter Tóth Lajos Werkner                  | AUT                                          | Albert Bogen Rudolf Cvetko Friedrich Golling Otto Herschmann Andreas Suttner Reinhold Trampler Richard Verderber | NED                                          | Willem van Blijenburgh Jetze Doorman Arie de Jong Hendrik de Jongh George van Rossem Dirk Scalongne                          |
| 1920   | ITA                                          | Baldo Baldi Francesco Gargano Aldo Nadi Nedo Nadi Oreste Puliti Giorgio Santelli Dino Urbani                               | FRA                                          | Jean Lacroix Jean Margraff Jean Mondielli Marc Perrodon Henri de Saint Germain Georges Trombert                  | NED                                          | Willem van Blijenburgh Louis Delaunoij Jetze Doorman Arie de Jong Jan van der Wiel Henri Wijnoldy-Daniëls Salomon Zeldenrust |
| 1924   | ITA                                          | Renato Anselmi Guido Balzarini Marcello Bertinetti Bino Bini Vincenzo Cuccia Oreste Moricca Oreste Puliti Giulio Sarrocchi | HUN                                          | László Berti János Garay Sándor Pósta József Rády Zoltán Schenker László Széchy Ödön Tersztyánszky Jenő Uhlyárik | NED                                          | Jetze Doorman Maarten Hendrik van Dulm Arie de Jong Hendrik Scherpenhuijzen Jan van der Wiel Henri Wijnoldy-Daniëls          |
| 1928   | HUN                                          | János Garay Gyula Glykais Sándor Gombos Attila Petschauer József Rády Ödön Tersztyánszky                                   | ITA                                          | Renato Anselmi Bino Bini Gustavo Marzi Oreste Puliti Emilio Salafia Giulio Sarrocchi                             | POL                                          | Tadeusz Friedrich Kazimierz Laskowski Aleksander Małecki Adam Papée Władysław Segda Jerzy Zabielski                          |
| 1932   | HUN                                          | Aladár Gerevich Gyula Glykais Endre Kabos Ernő Nagy Attila Petschauer György Piller                                        | ITA                                          | Renato Anselmi Arturo De Vecchi Giulio Gaudini Gustavo Marzi Ugo Pignotti Emilio Salafia                         | POL                                          | Władysław Dobrowolski Tadeusz Friedrich Leszek Lubicz-Nycz Adam Papée Władysław Segda Marian Suski                           |
| 1936   | HUN                                          | Tibor Berczelly Aladár Gerevich Endre Kabos Pál Kovács László Rajcsányi Imre Rajczy                                        | ITA                                          | Giulio Gaudini Gustavo Marzi Aldo Masciotta Aldo Montano Vincenzo Pinton Athos Tanzini                           | GER                                          | Erwin Casmir Julius Eisenecker Hans Esser August Heim Hans Jörger Richard Wahl                                               |
| 1948   | HUN                                          | Tibor Berczelly Aladár Gerevich Rudolf Kárpáti Pál Kovács Bertalan Papp László Rajcsányi                                   | ITA                                          | Gastone Darè Aldo Montano Renzo Nostini Vincenzo Pinton Mauro Racca Carlo Turcato                                | USA                                          | Norman Armitage Miguel de Capriles Dean Cetrulo James Flynn Tibor Nyilas George Worth                                        |
| 1952   | HUN                                          | Tibor Berczelly Aladár Gerevich Rudolf Kárpáti Pál Kovács Bertalan Papp László Rajcsányi                                   | ITA                                          | Gastone Darè Roberto Ferrari Renzo Nostini Giorgio Pellini Vincenzo Pinton Mauro Racca                           | FRA                                          | Jean Laroyenne Jacques Lefèvre Jean Levavasseur Bernard Morel Maurice Piot Jean-François Tournon                             |
| 1956   | HUN                                          | Aladár Gerevich Jenő Hámori Rudolf Kárpáti Attila Keresztes Pál Kovács Dániel Magay                                        | POL                                          | Marek Kuszewski Zygmunt Pawlas Jerzy Pawłowski Andrzej Piątkowski Wojciech Zabłocki Ryszard Zub                  | URS                                          | Leonid Bogdanov Lev Koeznetsov Jakov Rylski Jevgeni Tsjerepovski David Tyschler                                              |
| 1960   | HUN                                          | Gábor Delneky Aladár Gerevich Zoltán Horváth Rudolf Kárpáti Pál Kovács Tamás Mendelényi                                    | POL                                          | Marek Kuszewski Emil Ochyra Jerzy Pawłowski Andrzej Piątkowski Wojciech Zabłocki Ryszard Zub                     | ITA                                          | Giampaolo Calanchini Wladimiro Calarese Pierluigi Chicca Roberto Ferrari Mario Ravagnan                                      |
| 1964   | URS                                          | Noegzar Asatiani Oemjar Mavlichanov Boris Melnikov Mark Rakita Jakov Rylski                                                | ITA                                          | Giampaolo Calanchini Wladimiro Calarese Pierluigi Chicca Mario Ravagnan Cesare Salvadori                         | POL                                          | Emil Ochyra Jerzy Pawłowski Andrzej Piątkowski Wojciech Zabłocki Ryszard Zub                                                 |
| 1968   | URS                                          | Oemjar Mavlichanov Vladimir Naslimov Mark Rakita Viktor Sidjak Edoeard Vinokoerov                                          | ITA                                          | Wladimiro Calarese Pierluigi Chicca Michele Maffei Rolando Rigoli Cesare Salvadori                               | HUN                                          | Péter Bakonyi János Kalmar Tamás Kovács Miklós Meszéna Tibor Pézsa                                                           |
| 1972   | ITA                                          | Michele Maffei Mario Aldo Montano Mario Tullio Montano Rolando Rigoli Cesare Salvadori                                     | URS                                          | Viktor Basjenov Vladimir Naslimov Mark Rakita Viktor Sidjak Edoeard Vinokoerov                                   | HUN                                          | Péter Bakonyi Pál Gerevich Tamás Kovács Péter Marót Tibor Pézsa                                                              |
| 1976   | URS                                          | Michail Boertsev Viktor Krovopoeskov Vladimir Naslimov Viktor Sidjak Edoeard Vinokoerov                                    | ITA                                          | Angelo Arcidiacono Michele Maffei Mario Aldo Montano Mario Tullio Montano Tommaso Montano                        | ROU                                          | Dan Irimiciuc Corneliu Marin Marin Mustaţă Alexandru Nilca Ioan Pop                                                          |
| 1980   | URS                                          | Nikolaj Aljochin Michail Boertsev Viktor Krovopoeskov Vladimir Naslimov Viktor Sidjak                                      | ITA                                          | Michele Maffei Ferdinando Meglio Mario Aldo Montano Marco Romano Giovanni Scalzo                                 | HUN                                          | Imre Gedővári Pál Gerevich Ferenc Hammang György Nébald Rudolf Nébald                                                        |
| 1984   | ITA                                          | Angelo Arcidiacono Gianfranco Dalla Barba Marco Marin Ferdinando Meglio Giovanni Scalzo                                    | FRA                                          | Philippe Delrieu Franck Ducheix Hervé Granger-Veyron Pierre Guichot Jean-François Lamour                         | ROU                                          | Alexandru Chiculiţă Corneliu Marin Marin Mustaţă Ioan Pop Vilmos Szabo                                                       |
| 1988   | HUN                                          | Imre Bujdosó László Csongrádi Imre Gedővári György Nébald Bence Szabó                                                      | URS                                          | Andrej Alsjan Michail Boertsev Sergej Korjasjkin Sergej Mindirgassov Georgi Pogossov                             | ITA                                          | Massimo Cavaliere Gianfranco Dalla Barba Marco Marin Ferdinando Meglio Giovanni Scalzo                                       |
| 1992   | EUN                                          | Vadim Goettsajt Grigori Kirijenko Georgi Pogossov Stanislav Pozdnjakov Aleksandr Sjirsjov                                  | HUN                                          | Péter Abay Imre Bujdosó Csaba Köves György Nébald Bence Szabó                                                    | FRA                                          | Jean-Philippe Daurelle Franck Ducheix Hervé Granger-Veyron Pierre Guichot Jean-François Lamour                               |
| 1996   | RUS                                          | Grigori Kirijenko Stanislav Pozdnjakov Sergej Tsjarikov                                                                    | HUN                                          | Csaba Köves József Navarette Bence Szabó                                                                         | ITA                                          | Raffaello Caserta Luigi Tarantino Tonhi Terenzi                                                                              |
| 2000   | RUS                                          | Aleksej Frossin Stanislav Pozdnjakov Sergej Tsjarikov                                                                      | FRA                                          | Mathieu Gourdain Julien Pillet Cedric Seguin                                                                     | GER                                          | Dennis Bauer Wiradech Kothny Eero Lehmann                                                                                    |
| 2004   | FRA                                          | Julien Pillet Damien Touya Gaël Touya                                                                                      | ITA                                          | Aldo Montano Giampiero Pastore Luigi Tarantino                                                                   | RUS                                          | Aleksej Diatsjenko Aleksej Jakimenko Stanislav Pozdnjakov Sergej Tsjarikov                                                   |
| 2008   | FRA                                          | Nicolas Lopez Julien Pillet Boris Sanson                                                                                   | USA                                          | Tim Morehouse Keeth Smart James Williams                                                                         | ITA                                          | Aldo Montano Giampiero Pastore Luigi Tarantino                                                                               |
| 2012   | KOR                                          | Gu Bon-gil Kim Jung-hwan Oh Eun-seok Won Woo-young                                                                         | ROU                                          | Tiberiu Dolniceanu Rares Dumitrescu Alexandru Siriţeanu Florin Zalomir                                           | ITA                                          | Aldo Montano Diego Occhiuzzi Luigi Samele Luigi Tarantino                                                                    |
| 2016   | niet gehouden in verband met roulatiesysteem | niet gehouden in verband met roulatiesysteem                                                                               | niet gehouden in verband met roulatiesysteem | niet gehouden in verband met roulatiesysteem                                                                     | niet gehouden in verband met roulatiesysteem | niet gehouden in verband met roulatiesysteem                                                                                 |
| 2020   | KOR                                          | Gu Bon-gil Kim Jun-ho Kim Jung-hwan Oh Sang-uk                                                                             | ITA                                          | Enrico Berrè Luca Curatoli Aldo Montano Luigi Samele                                                             | HUN                                          | Tamás Decsi Csanád Gémesi András Szatmári Áron Szilágyi                                                                      |
| 2024   | KOR                                          | Oh Sang-uk Gu Bon-gil Park Sang-won Do Gyeong-dong                                                                         | HUN                                          | Csanád Gémesi Krisztián Rabb András Szatmári Áron Szilágyi                                                       | FRA                                          | Boladé Apithy Jean-Philippe Patrice Sébastien Patrice Maxime Pianfetti                                                       |

| Land | Goud | Zilver | Brons |
| ---- | ---- | ------ | ----- |
| HUN  | 10   | 04     | 4     |
| ITA  | 04   | 12     | 5     |
| URS  | 04   | 02     | 1     |
| KOR  | 03   | 0      | 0     |
| FRA  | 02   | 03     | 3     |
| RUS  | 02   | 0      | 1     |
| EUN  | 01   | 0      | 0     |
| POL  | 0    | 02     | 3     |
| ROU  | 0    | 01     | 2     |
| USA  | 0    | 01     | 1     |
| AUT  | 0    | 01     | 0     |
| NED  | 0    | 0      | 3     |
| GER  | 0    | 0      | 2     |
| BOH  | 0    | 0      | 1     |

Meervoudige medaillewinnaars
| Succesvolste | Succesvolste | Meervoudige | Meervoudige |
| --- | --- | --- | --- |
| 6-0-0 Aladár Gerevich 5-0-0 Pál Kovács 4-0-0 Rudolf Kárpáti 3-1-0 Vladimir Naslimov 3-1-0 Viktor Sidjak 3-0-1 / Stanislav Pozdnjakov 3-0-0 Tibor Berczelly 3-0-0 László Rajcsányi 3-0-0 Gu Bon-gil 2-1-0 Julien Pillet 2-1-0 Oreste Puliti 2-1-0 Michail Boertsev 2-1-0 Mark Rakita 2-1-0 Edoeard Vinokoerov 2-0-1 Sergej Tsjarikov 2-0-0 Dezső Földes 2-0-0 Jenő Fuchs 2-0-0 Oszkár Gerde 2-0-0 Gyula Glykais 2-0-0 Endre Kabos 2-0-0 Bertalan Papp 2-0-0 Attila Petschauer 2-0-0 Péter Tóth 2-0-0 Lajos Werkner 2-0-0 Kim Jung-hwan 2-0-0 Oh Sang-uk 2-0-0 Viktor Krovopoeskov 2-0-0 Oemjar Mavlichanov 2-0-0 / Grigori Kirijenko | 1-3-0 Michele Maffei 1-2-0 Bence Szabó 1-2-0 Renato Anselmi 1-2-0 Mario Aldo Montano 1-2-0 Cesare Salvadori 1-1-1 György Nébald 1-1-1 Ferdinando Meglio 1-1-1 Giovanni Scalzo 1-1-0 László Berti 1-1-0 Imre Bujdosó 1-1-0 János Garay 1-1-0 József Rády 1-1-0 Zoltán Schenker 1-1-0 Ödön Tersztyánszky 1-1-0 Angelo Arcidiacono 1-1-0 Marcello Bertinetti 1-1-0 Bino Bini 1-1-0 Mario Tullio Montano 1-1-0 Rolando Rigoli 1-1-0 Giulio Sarrocchi 1-1-0 / Georgi Pogossov 1-0-1 Imre Gedővári 1-0-1 Gianfranco Dalla Barba 1-0-1 Marco Marin 1-0-1 Jakov Rylski | 0-3-0 Gustavo Marzi 0-3-0 Vincenzo Pinton 0-2-2 Aldo Montano 0-2-1 Wladimiro Calarese 0-2-1 Pierluigi Chicca 0-2-1 Jerzy Pawłowski 0-2-1 Andrzej Piątkowski 0-2-1 Wojciech Zabłocki 0-2-1 Ryszard Zub 0-2-0 Csaba Köves 0-2-0 Gastone Darè 0-2-0 Giulio Gaudini 0-2-0 Aldo Montano 0-2-0 Renzo Nostini 0-2-0 Mauro Racca 0-2-0 Emilio Salafia 0-2-0 Marek Kuszewski 0-1-3 Luigi Tarantino | 0-1-1 Franck Ducheix 0-1-1 Hervé Granger-Veyron 0-1-1 Pierre Guichot 0-1-1 Jean-François Lamour 0-1-1 Csanád Gémesi 0-1-1 András Szatmári 0-1-1 Áron Szilágyi 0-1-1 Giampaolo Calanchini 0-1-1 Roberto Ferrari 0-1-1 Giampiero Pastore 0-1-1 Mario Ravagnan 0-1-1 Luigi Samele 0-1-1 Emil Ochyra 0-0-3 Jetze Doorman 0-0-3 Arie de Jong 0-0-2 Péter Bakonyi 0-0-2 Pál Gerevich 0-0-2 Tamás Kovács 0-0-2 Tibor Pézsa 0-0-2 Willem van Blijenburgh 0-0-2 Jan van der Wiel 0-0-2 Henri Wijnoldy-Daniëls 0-0-2 Tadeusz Friedrich 0-0-2 Adam Papée 0-0-2 Władysław Segda 0-0-2 Corneliu Marin 0-0-2 Marin Mustaţă 0-0-2 Ioan Pop |

## Vrouwen

### Degen, individueel
| Editie | Goud | Goud             | Zilver | Zilver                 | Brons | Brons                 |
| ------ | ---- | ---------------- | ------ | ---------------------- | ----- | --------------------- |
| 1996   | FRA  | Laura Flessel    | FRA    | Valérie Barlois        | HUN   | Gyöngyi Szalay        |
| 2000   | HUN  | Tímea Nagy       | SUI    | Gianna Hablützel-Bürki | FRA   | Laura Flessel-Colovic |
| 2004   | HUN  | Tímea Nagy       | FRA    | Laura Flessel-Colovic  | FRA   | Maureen Nisima        |
| 2008   | GER  | Britta Heidemann | ROU    | Ana Maria Brânză       | HUN   | Ildikó Mincza-Nébald  |
| 2012   | UKR  | Jana Sjemjakina  | GER    | Britta Heidemann       | CHN   | Sun Yujie             |
| 2016   | HUN  | Emese Szász      | ITA    | Rossella Fiamingo      | CHN   | Sun Yiwen             |
| 2020   | CHN  | Sun Yiwen        | ROU    | Ana Maria Popescu      | EST   | Katrina Lehis         |
| 2024   | HKG  | Vivian Kong      | FRA    | Auriane Mallo          | HUN   | Eszter Muhari         |

| Land | Goud | Zilver | Brons |
| ---- | ---- | ------ | ----- |
| HUN  | 3    | 0      | 3     |
| FRA  | 1    | 3      | 2     |
| GER  | 1    | 1      | 0     |
| CHN  | 1    | 0      | 2     |
| HKG  | 1    | 0      | 0     |
| UKR  | 1    | 0      | 0     |
| ROU  | 0    | 2      | 0     |
| ITA  | 0    | 1      | 0     |
| SUI  | 0    | 1      | 0     |
| EST  | 0    | 0      | 1     |

Meervoudige medaillewinnaars
| Succesvolste                                                                        | Meervoudige                    |
| ----------------------------------------------------------------------------------- | ------------------------------ |
| 2-0-0 Tímea Nagy 1-1-1 Laura Flessel-Colovic 1-1-0 Britta Heidemann 1-0-1 Sun Yiwen | 0-2-0 Ana Maria Popescu-Brânză |

### Degen, team
| Editie | Goud                                         | Goud                                                                | Zilver                                       | Zilver                                                                         | Brons                                        | Brons                                                                               |
| ------ | -------------------------------------------- | ------------------------------------------------------------------- | -------------------------------------------- | ------------------------------------------------------------------------------ | -------------------------------------------- | ----------------------------------------------------------------------------------- |
| 1996   | FRA                                          | Valérie Barlois Laura Flessel Sophie Moressée-Pichot                | ITA                                          | Laura Chiesa Elisa Uga Margherita Zalaffi                                      | RUS                                          | Karina Aznavoerjan Joelija Garajeva Marija Mazina                                   |
| 2000   | RUS                                          | Karina Aznavoerjan Oksana Jermakova Tatjana Logoenova Marija Mazina | SUI                                          | Gianna Hablützel-Bürki Sophie Lamon Diana Romagnoli Tabea Steffen              | CHN                                          | Li Na Liang Qin Liu Yinqinq Yang Shaoqi                                             |
| 2004   | RUS                                          | Karina Aznavoerjan Oksana Jermakova Tatjana Logoenova Anna Sivkova  | GER                                          | Claudia Bokel Imke Duplitzer Britta Heidemann Marijana Markovic                | FRA                                          | Sarah Daninthe Laura Flessel-Colovic Hajnalka Kiraly Picot Maureen Nisima           |
| 2008   | niet gehouden in verband met roulatiesysteem | niet gehouden in verband met roulatiesysteem                        | niet gehouden in verband met roulatiesysteem | niet gehouden in verband met roulatiesysteem                                   | niet gehouden in verband met roulatiesysteem | niet gehouden in verband met roulatiesysteem                                        |
| 2012   | CHN                                          | Li Na Luo Xiaojuan Sun Yujie Xu Anqi                                | KOR                                          | Choi Eun-sook Choi In-jeong Jung Hyo-jung Shin A-lam                           | USA                                          | Courtney Hurley Kelley Hurley Maya Lawrence Susie Scanlan                           |
| 2016   | ROU                                          | Loredana Dinu Simona Gherman Simona Pop Ana Maria Popescu           | CHN                                          | Hao Jialu Sun Yiwen Sun Yujie Xu Anqi                                          | RUS                                          | Olga Kotsjneva Violetta Kolobova Tatjana Logoenova Ljoebov Sjoetova                 |
| 2020   | EST                                          | Julia Beljajeva Irina Embrich Erika Kirpu Katrina Lehis             | KOR                                          | Choi In-jeong Kang Young-mi Lee Hye-in Song Se-ra                              | ITA                                          | Rossella Fiamingo Federica Isola Mara Navarria Alberta Santuccio                    |
| 2024   | ITA                                          | Rossella Fiamingo Mara Navarria Giulia Rizzi Alberta Santuccio      | FRA                                          | Marie-Florence Candassamy Alexandra Louis-Marie Auriane Mallo Coraline Vitalis | POL                                          | Aleksandra Jarecka Alicja Klasik Renata Knapik-Miazga Martyna Swatowska-Wenglarczyk |

| Land | Goud | Zilver | Brons |
| ---- | ---- | ------ | ----- |
| RUS  | 2    | 0      | 2     |
| CHN  | 1    | 1      | 1     |
| FRA  | 1    | 1      | 1     |
| ITA  | 1    | 1      | 1     |
| EST  | 1    | 0      | 0     |
| ROU  | 1    | 0      | 0     |
| KOR  | 0    | 2      | 0     |
| GER  | 0    | 1      | 0     |
| SUI  | 0    | 1      | 0     |
| POL  | 0    | 0      | 1     |
| USA  | 0    | 0      | 1     |

Meervoudige medaillewinnaars
| Succesvolste | Meervoudige         |
| --- | ------------------- |
| 2-0-1 Karina Aznavoerjan 2-0-1 Tatjana Logoenova 2-0-0 Oksana Jermakova 1-1-0 Sun Yujie 1-1-0 Xu Anqi 1-0-1 Laura Flessel-Colovic 1-0-1 Rossella Fiamingo 1-0-1 Mara Navarria 1-0-1 Alberta Santuccio 1-0-1 Li Na 1-0-1 Marija Mazina | 0-2-0 Choi In-jeong |

### Floret, individueel
| Editie | Goud | Goud                    | Zilver | Zilver                       | Brons | Brons                  |
| ------ | ---- | ----------------------- | ------ | ---------------------------- | ----- | ---------------------- |
| 1924   | DEN  | Ellen Osiier            | GBR    | Gladys Davis                 | DEN   | Grete Heckscher        |
| 1928   | GER  | Helene Mayer            | GBR    | Muriel Freeman               | GER   | Olga Oelkers           |
| 1932   | AUT  | Ellen Preis             | GBR    | Heather Guinness             | HUN   | Erna Bogen             |
| 1936   | HUN  | Ilona Elek-Schacherer   | GER    | Helene Mayer                 | AUT   | Ellen Preis            |
| 1948   | HUN  | Ilona Elek              | DEN    | Karen Lachmann               | AUT   | Ellen Müller-Preis     |
| 1952   | ITA  | Irene Camber            | HUN    | Ilona Elek                   | DEN   | Karen Lachmann         |
| 1956   | GBR  | Gillian Sheen           | ROU    | Olga Orbán                   | FRA   | Renée Garilhe          |
| 1960   | EUA  | Heidi Schmid            | URS    | Valentina Rastvorova         | ROU   | Maria Vicol            |
| 1964   | HUN  | Ildikó Ujlakiné-Rejtő   | EUA    | Helga Mees                   | ITA   | Antonella Ragno        |
| 1968   | URS  | Jelena Novikova         | MEX    | María del Pilar Roldán Tapia | HUN   | Ildikó Ujlakiné-Rejtő  |
| 1972   | ITA  | Antonella Lonzi-Ragno   | HUN    | Ildikó Bóbis                 | URS   | Galina Gorochova       |
| 1976   | HUN  | Ildikó Schwarczenberger | ITA    | Maria Consolata Collino      | URS   | Jelena Belova-Novikova |
| 1980   | FRA  | Pascale Trinquet        | HUN    | Magda Maros                  | POL   | Barbara Wysoczańska    |
| 1984   | CHN  | Luan Jujie              | FRG    | Cornelia Hanisch             | ITA   | Dorina Vaccaroni       |
| 1988   | FRG  | Anja Fichtel            | FRG    | Sabine Bau                   | FRG   | Zita-Eva Funkenhauser  |
| 1992   | ITA  | Giovanna Trillini       | CHN    | Wang Huifeng                 | EUN   | Tatjana Sadovskaja     |
| 1996   | ROU  | Laura Badea             | ITA    | Valentina Vezzali            | ITA   | Giovanna Trillini      |
| 2000   | ITA  | Valentina Vezzali       | GER    | Rita König                   | ITA   | Giovanna Trillini      |
| 2004   | ITA  | Valentina Vezzali       | ITA    | Giovanna Trillini            | POL   | Sylwia Gruchała        |
| 2008   | ITA  | Valentina Vezzali       | KOR    | Nam Hyun-hee                 | ITA   | Margherita Granbassi   |
| 2012   | ITA  | Elisa Di Francisca      | ITA    | Arianna Errigo               | ITA   | Valentina Vezzali      |
| 2016   | RUS  | Inna Deriglazova        | ITA    | Elisa Di Francisca           | TUN   | Inès Boubakri          |
| 2020   | USA  | Lee Kiefer              | ROC    | Inna Deriglazova             | ROC   | Larissa Korobejnikova  |
| 2024   | USA  | Lee Kiefer              | USA    | Lauren Scruggs               | CAN   | Eleanor Harvey         |

| Land | Goud | Zilver | Brons |
| ---- | ---- | ------ | ----- |
| ITA  | 7    | 5      | 6     |
| HUN  | 4    | 3      | 2     |
| USA  | 2    | 1      | 0     |
| GBR  | 1    | 3      | 0     |
| FRG  | 1    | 2      | 1     |
| GER  | 1    | 2      | 1     |
| DEN  | 1    | 1      | 2     |
| URS  | 1    | 1      | 2     |
| ROU  | 1    | 1      | 1     |
| CHN  | 1    | 1      | 0     |
| EUA  | 1    | 1      | 0     |
| AUT  | 1    | 0      | 2     |
| FRA  | 1    | 0      | 1     |
| RUS  | 1    | 0      | 0     |
| KOR  | 0    | 1      | 0     |
| MEX  | 0    | 1      | 0     |
| POL  | 0    | 0      | 2     |
| ROC  | 0    | 1      | 1     |
| CAN  | 0    | 0      | 1     |
| EUN  | 0    | 0      | 1     |
| TUN  | 0    | 0      | 1     |

Meervoudige medaillewinnaars
| Succesvolste | Meervoudige          |
| --- | -------------------- |
| 3-1-1 Valentina Vezzali 2-1-0 Ilona Elek-Schacherer 2-0-0 Lee Kiefer 1-1-2 Giovanna Trillini 1-1-0 / Inna Deriglazova 1-1-0 Elisa Di Francisca 1-1-0 Helene Mayer 1-0-2 Ellen Müller-Preis 1-0-1 Jelena Belova-Novikova 1-0-1 Antonella Lonzi-Ragno 1-0-1 Ildikó Ujlakiné-Rejtő | 0-1-1 Karen Lachmann |

### Floret, team
| Editie | Goud                                         | Goud | Zilver                                       | Zilver | Brons                                        | Brons                                                                                              |
| ------ | -------------------------------------------- | --- | -------------------------------------------- | --- | -------------------------------------------- | -------------------------------------------------------------------------------------------------- |
| 1960   | URS                                          | Galina Gorochova Tatjana Petrenko Valentina Proedskova Valentina Rastvorova Ljoedmila Sjisjova Aleksandra Zabelina | HUN                                          | Katalin Juhász-Nagy Magdolna Nyári-Kovácsné Ildikó Rejtő Lídia Sákovics-Dömölky Györgyi Székely-Marvalics | ITA                                          | Irene Camber Valleda Cesari Bruna Colombetti Claudia Pasini Antonella Ragno                        |
| 1964   | HUN                                          | Katalin Juhász-Nagy Paula Marosi Judit Mendelényi-Ágoston Lídia Sákovics-Dömölky Ildikó Ujlakiné-Rejtő             | URS                                          | Galina Gorochova Tatjana Petrenko-Samoesenko Valentina Proedskova Valentina Rastvorova Ljoedmila Sjisjova | EUA                                          | Helga Mees Rosemarie Scherberger Heidi Schmid Gudrun Theuerkauff                                   |
| 1968   | URS                                          | Galina Gorochova Tatjana Petrenko-Samoesenko Jelena Novikova Svetlana Tsjirkova Aleksandra Zabelina                | HUN                                          | Ildikó Bóbis Mária Gulácsy Paula Marosi Lídia Sákovics Ildikó Ujlakiné-Rejtő                              | ROU                                          | Ileana Drîmbǎ Ana Ene-Dersidan Ecaterina Iencic Olga Szabó-Orbán Maria Vicol                       |
| 1972   | URS                                          | Jelena Belova-Novikova Galina Gorochova Tatjana Petrenko-Samoesenko Svetlana Tsjirkova Aleksandra Zabelina         | HUN                                          | Ildikó Bóbis Ildikó Matuscsák-Rónay Ildikó Sági-Rejtő Ildikó Schwarczenberger Mária Szolnoki-Gulácsy      | ROU                                          | Ileana Gyulai-Drîmbǎ Ana Pascu-Dersidan Ecaterina Stahl-Iencic Olga Szabó-Orbán                    |
| 1976   | URS                                          | Jelena Belova-Novikova Nailia Giljazova Olga Knjazeva Valentina Sidorova Valentina Nikonova                        | FRA                                          | Brigitte Dumont Claudie Josland Brigitte Latrille Christine Muzio Veronique Trinquet                      | HUN                                          | Ildikó Bóbis Edit Kovács Magda Maros Ildikó Sági-Rejtő Ildikó Schwarczenberger                     |
| 1980   | FRA                                          | Isabelle Begard Véronique Brouquier Brigitte Latrille -Gaudin Christine Muzio Pascale Trinquet                     | URS                                          | Jelena Belova-Novikova Nailia Giljazova Irina Oesjakova Valentina Sidorova Larissa Tsagarajeva            | HUN                                          | Edit Kovács Magda Maros Ildikó Schwarczenberger Gertrúd Stefanek Zsuzsanna Szőcs                   |
| 1984   | FRG                                          | Sabine Bischoff Zita-Eva Funkenhauser Cornelia Hanisch Christiane Weber Ute Wessel                                 | ROU                                          | Aurora Dan Elisabeta Guzganu Rozália Oros Monika Weber-Kosztó Marcela Zsák                                | FRA                                          | Véronique Brouquier Brigitte Latrille-Gaudin Anne Meygret Laurence Modainé Pascale Trinquet-Hachin |
| 1988   | FRG                                          | Sabine Bau Anja Fichtel Zita-Eva Funkenhauser Annette Klug Christiane Weber                                        | ITA                                          | Francesca Bortolozzi Annapia Gandolfi Lucia Traversa Dorina Vaccaroni Margherita Zalaffi                  | HUN                                          | Zsuzsanna Jánosi Edit Kovács Gertrúd Stefanek Zsuzsanna Szőcs Katalin Tuschák                      |
| 1992   | ITA                                          | Diana Bianchedi Francesca Bortolozzi Giovanna Trillini Dorina Vaccaroni Margherita Zalaffi                         | GER                                          | Sabine Bau Annette Dobmeier Anja Fichtel-Mauritz Zita-Eva Funkenhauser Monika Weber-Kosztó                | ROU                                          | Laura Badea Roxana Dumitrescu Claudia Grigorescu Réka Szabó Elisabeta Tufan                        |
| 1996   | ITA                                          | Francesca Bortolozzi Giovanna Trillini Valentina Vezzali                                                           | ROU                                          | Laura Badea Roxana Scarlat Réka Szabó                                                                     | GER                                          | Sabine Bau Anja Fichtel-Mauritz Monika Weber-Kosztó                                                |
| 2000   | ITA                                          | Diana Bianchedi Annamaria Giacometti Giovanna Trillini Valentina Vezzali                                           | POL                                          | Sylwia Gruchała Magdalena Mroczkiewicz Anna Rybicka Barbara Wolnicka                                      | GER                                          | Sabine Bau Rita König Gesine Schiel Monika Weber-Kosztó                                            |
| 2008   | RUS                                          | Svetlana Boiko Jevgenia Lamonova Victoria Nikichina Aida Sjanajeva                                                 | USA                                          | Emily Cross Erinn Smart Hanna Thompson                                                                    | ITA                                          | Margherita Granbassi Ilaria Salvatori Giovanna Trillini Valentina Vezzali                          |
| 2012   | ITA                                          | Arianna Errigo Elisa Di Francisca Ilaria Salvatori Valentina Vezzali                                               | RUS                                          | Inna Deriglazova Kamilla Gafoerzianova Larissa Korobejnikova Aida Sjanajeva                               | KOR                                          | Jeon Hee-sook Jung Gil-ok Nam Hyun-hee Oh Ha-na                                                    |
| 2016   | niet gehouden in verband met roulatiesysteem | niet gehouden in verband met roulatiesysteem                                                                       | niet gehouden in verband met roulatiesysteem | niet gehouden in verband met roulatiesysteem                                                              | niet gehouden in verband met roulatiesysteem | niet gehouden in verband met roulatiesysteem                                                       |
| 2020   | ROC                                          | Inna Deriglazova Larissa Korobejnikova Marta Martjanova Adelina Zagidoellina                                       | FRA                                          | Anita Blaze Pauline Ranvier Ysaora Thibus                                                                 | ITA                                          | Martina Batini Erica Cipressa Arianna Errigo Alice Volpi                                           |
| 2024   | USA                                          | Jacqueline Dubrovich Lee Kiefer Lauren Scruggs Maia Weintraub                                                      | ITA                                          | Arianna Errigo Martina Favaretto Francesca Palumbo Alice Volpi                                            | JPN                                          | Sera Azuma Yuka Ueno Karin Miyawaki Komaki Kikuchi                                                 |

| Land | Goud | Zilver | Brons |
| ---- | ---- | ------ | ----- |
| ITA  | 4    | 2      | 3     |
| URS  | 4    | 2      | 0     |
| FRG  | 2    | 0      | 0     |
| HUN  | 1    | 3      | 3     |
| FRA  | 1    | 2      | 1     |
| RUS  | 1    | 1      | 0     |
| USA  | 1    | 1      | 0     |
| ROC  | 1    | 0      | 0     |
| ROU  | 0    | 2      | 3     |
| GER  | 0    | 1      | 2     |
| POL  | 0    | 1      | 0     |
| EUA  | 0    | 0      | 1     |
| JPN  | 0    | 0      | 1     |
| KOR  | 0    | 0      | 1     |

Meervoudige medaillewinnaars
| Succesvolste | Succesvolste | Meervoudige | Meervoudige |
| --- | --- | --- | --- |
| 3-1-0 Jelena Belova-Novikova 3-1-0 Galina Gorochova 3-1-0 Tatjana Petrenko-Samoesenko 3-0-1 Giovanna Trillini 3-0-1 Valentina Vezzali 3-0-0 Aleksandra Zabelina 2-1-0 / Zita-Eva Funkenhauser 2-1-0 Francesca Bortolozzi 2-0-0 Christiane Weber 2-0-0 Diana Bianchedi 2-0-0 Svetlana Tsjirkova | 1-3-1 Ildikó Ujlakiné-/Sági-Rejtő 1-2-0 Lídia Sákovics-Dömölky 1-1-2 / Sabine Bau 1-1-1 / Anja Fichtel-Mauritz 1-1-1 Brigitte Latrille -Gaudin 1-1-1 Arianna Errigo 1-1-0 Paula Marosi 1-1-0 Dorina Vaccaroni 1-1-0 Margherita Zalaffi 1-1-0 / Inna Deriglazova 1-1-0 / Larissa Korobejnikova 1-1-0 Aida Sjanajeva 1-1-0 Nailia Giljazova 1-1-0 Valentina Proedskova 1-1-0 Valentina Rastvorova 1-1-0 Valentina Sidorova 1-1-0 Ljoedmila Sjisjova 1-0-1 Véronique Brouquier 1-0-1 Pascale Trinquet-Hachin 1-0-1 Ilaria Salvatori | 0-2-2 / Monika Weber-Kosztó 0-2-1 Ildikó Bóbis 0-2-0 Mária Szolnoki-Gulácsy 0-1-2 Ildikó Schwarczenberger 0-1-1 Laura Badea 0-1-1 Réka Szabó 0-1-1 Alice Volpi | 0-0-3 Edit Kovács 0-0-2 Magda Maros 0-0-2 Ileana Gyulai-Drîmbǎ 0-0-2 Ana Pascu-Dersidan 0-0-2 Ecaterina Stahl-Iencic 0-0-2 Gertrúd Stefanek 0-0-2 Olga Szabó-Orbán 0-0-2 Zsuzsanna Szőcs |

### Sabel, individueel
| Editie | Goud | Goud              | Zilver | Zilver         | Brons | Brons         |
| ------ | ---- | ----------------- | ------ | -------------- | ----- | ------------- |
| 2004   | USA  | Mariel Zagunis    | CHN    | Tan Xue        | USA   | Sada Jacobson |
| 2008   | USA  | Mariel Zagunis    | USA    | Sada Jacobson  | USA   | Rebecca Ward  |
| 2012   | KOR  | Kim Ji-yeon       | RUS    | Sofja Velikaja | UKR   | Olga Charlan  |
| 2016   | RUS  | Jana Jegorjan     | RUS    | Sofja Velikaja | UKR   | Olga Charlan  |
| 2020   | ROC  | Sofia Pozdnjakova | ROC    | Sofja Velikaja | FRA   | Manon Brunet  |
| 2024   | FRA  | Manon Brunet      | FRA    | Sara Balzer    | UKR   | Olga Charlan  |

| Land | Goud | Zilver | Brons |
| ---- | ---- | ------ | ----- |
| USA  | 2    | 1      | 2     |
| RUS  | 1    | 2      | 0     |
| FRA  | 1    | 1      | 1     |
| ROC  | 1    | 1      | 0     |
| KOR  | 1    | 0      | 0     |
| CHN  | 0    | 1      | 0     |
| UKR  | 0    | 0      | 3     |

Meervoudige medaillewinnaars
| Succesvolste                            | Meervoudige                                                   |
| --------------------------------------- | ------------------------------------------------------------- |
| 2-0-0 Mariel Zagunis 1-0-1 Manon Brunet | 0-3-0 / Sofja Velikaja 0-1-1 Sada Jacobson 0-0-3 Olga Charlan |

### Sabel, team
| Editie | Goud                                         | Goud                                                                | Zilver                                       | Zilver                                                         | Brons                                        | Brons                                                          |
| ------ | -------------------------------------------- | ------------------------------------------------------------------- | -------------------------------------------- | -------------------------------------------------------------- | -------------------------------------------- | -------------------------------------------------------------- |
| 2008   | UKR                                          | Olga Charlan Olena Chomrova Halvna Poendyk Olga Zjovnir             | CHN                                          | Bao Yingying Huang Haiyang Ni Hong Tan Xue                     | USA                                          | Sada Jacobson Rebecca Ward Mariel Zagunis                      |
| 2012   | niet gehouden in verband met roulatiesysteem | niet gehouden in verband met roulatiesysteem                        | niet gehouden in verband met roulatiesysteem | niet gehouden in verband met roulatiesysteem                   | niet gehouden in verband met roulatiesysteem | niet gehouden in verband met roulatiesysteem                   |
| 2016   | RUS                                          | Jekaterina Djatsjenko Joelia Gavrilova Jana Jegorjan Sofja Velikaja | UKR                                          | Olga Charlan Alina Komasjtsjoek Olena Kravatska Olena Voronina | USA                                          | Monica Aksamit Ibtihaj Muhammad Dagmara Wozniak Mariel Zagunis |
| 2020   | ROC                                          | Olga Nikitina Sofia Pozdnjakova Sofja Velikaja                      | FRA                                          | Cécilia Berder Manon Brunet Charlotte Lembach                  | KOR                                          | Choi Soo-yeon Kim Ji-yeon Seo Ji-yeon Yoon Ji-su               |
| 2024   | UKR                                          | Joelia Bakastova Olga Charlan Alina Komasjtsjoek Olena Kravatska    | KOR                                          | Choi Se-bin Jeon Ha-young Jeon Eun-hye Yoon Ji-su              | JPN                                          | Risa Takashima Seri Ozaki Misaki Emura Shihomi Fukushima       |

| Land | Goud | Zilver | Brons |
| ---- | ---- | ------ | ----- |
| UKR  | 2    | 1      | 0     |
| RUS  | 1    | 0      | 0     |
| ROC  | 1    | 0      | 0     |
| KOR  | 0    | 1      | 1     |
| CHN  | 0    | 1      | 0     |
| FRA  | 0    | 1      | 0     |
| USA  | 0    | 0      | 2     |
| JPN  | 0    | 0      | 1     |

Meervoudige medaillewinnaars
| Succesvolste                                                                             | Meervoudige                           |
| ---------------------------------------------------------------------------------------- | ------------------------------------- |
| 2-1-0 Olga Charlan 2-0-0 / Sofja Velikaja 1-1-0 Alina Komasjtsjoek 1-1-0 Olena Kravatska | 0-1-1 Yoon Ji-su 0-0-2 Mariel Zagunis |

## Afgevoerde onderdelen
| Editie | Discipline          | Goud | Goud                  | Zilver | Zilver               | Brons           | Brons                  |
| ------ | ------------------- | ---- | --------------------- | ------ | -------------------- | --------------- | ---------------------- |
| 1896   | Floret voor leraren | GRE  | Leonidas Pyrgos       | FRA    | Jean Perronet        | niet uitgereikt | niet uitgereikt        |
|        |                     |      |                       |        |                      |                 |                        |
| 1900   | Degen, open         | FRA  | Albert Ayat           | CUB    | Ramón Fonst          | FRA             | Léon Sée               |
| 1900   | Degen voor leraren  | FRA  | Albert Ayat           | FRA    | Emile Bougnol        | FRA             | Henri Laurent          |
| 1900   | Floret voor leraren | FRA  | Lucien Mérignac       | FRA    | Alphonse Kirchhoffer | FRA             | Jean-Baptiste Mimiague |
| 1900   | Sabel voor leraren  | ITA  | Antonio Conte         | ITA    | Italo Santelli       | AUT             | Milan Neralić          |
|        |                     |      |                       |        |                      |                 |                        |
| 1904   | Stokschermen        | CUB  | Albertson Van Zo Post | USA    | William O'Connor     | USA             | William Grebe          |

Athene 1896 · 
Parijs 1900 · 
St. Louis 1904 · 
Athene 1906 · 
Londen 1908 · 
Stockholm 1912 · 
Antwerpen 1920 · 
Parijs 1924 · 
Amsterdam 1928 · 
Los Angeles 1932 · 
Berlijn 1936 · 
Londen 1948 · 
Helsinki 1952 · 
Melbourne 1956 · 
Rome 1960 · 
Tokio 1964 · 
Mexico-Stad 1968 · 
München 1972 · 
Montréal 1976 · 
Moskou 1980 · 
Los Angeles 1984 · 
Seoel 1988 · 
Barcelona 1992 · 
Atlanta 1996 · 
Sydney 2000 · 
Athene 2004 · 
Peking 2008 · 
Londen 2012 · 
Rio de Janeiro 2016 · 
Tokio 2020 · 
Parijs 2024 · 
Los Angeles 2028 
Medaillewinnaars